# Gymnastes (Gymnastes) shirakii
Gymnastes (Gymnastes) shirakii is een tweevleugelige uit de familie steltmuggen (Limoniidae). De soort komt voor in het Oriëntaals gebied.